# Eburia semipubescens
Eburia semipubescens är en skalbaggsart som först beskrevs av Thomson 1860.  Eburia semipubescens ingår i släktet Eburia och familjen långhorningar.
Artens utbredningsområde är Venezuela. Inga underarter finns listade i Catalogue of Life.